# Schönbrunn
Dvorac Schönbrunn (njemački: Schloss Schönbrunn [ʃøːnˈbʁʊn] u značenju »lijep izvor«) u Beču jedan je od najvažnijih kulturnih spomenika u Austriji i od 1860-ih je također jedna od glavnih turističkih atrakcija u Beču. Palača i vrtovi odražavaju ukus, zanimanje i težnje habsburških vladara kojima je Schönbrunn bio rezidencijom od 18. stoljeća do 1918. godine.

## Povijest
Maksimilijan II., car Svetog Rimskog Carstva, je 1569. godine u popolavnoj dolini rijeke Wien dao izgraditi kraljevski lovački ljetnikovac Katterburg čije je ograđeno lovno područje bilo ispunjeno fazanima, patkama, jelenima i veprovima, ali i egzotičnim pticama poput purica i paunova. Tijekom sljedećeg stoljeća, za ovo područje ustalio se naziv Schonbrunn, po arteškom bunaru iz kojeg se crpila voda za dvor. 
Ovo lovno područje osobito je obožavala druga žena Ferdinanda II., Eleonora Gonzaga koja je mnogo vremena provodila loveći tu. Ona je lovačkom ljetnikovcu dodala oranžeriju i palaču koja se gradila od 1638. do 1643. godine. 
Josip I., car Svetog Rimskog Carstva, je koncem 17. stoljeća odlučio obnoviti dvorac i načiniti ga rezidencijom austrijskih careva. Arhitekti Johann Bernhard Fischer von Erlach i Nicolaus Pacassi zaslužni su za njegov dizajn i uređenje u stilu dekorativnog baroka. Francuski vrtni arhitekt Jean Trehet je 1695. godine oko palače zasadio francuski park s labirintom. Zajedno sa svojim vrtovima i prvim zoo vrtom na svijetu iz 1752., palača je savršen primjer Gesamtkunstwerka (sjedinjenja svih umjetnosti).
God. 1775., za vrijeme carice Marije Terezije, Schönbrunn je na 60 metara visokom brdu okrunjen glorijetom, izgrađenom od kamena sa srušenog dvorca Neugebäude. Carica je posvetila ovaj glorijet habsburškoj moći i »Pravednom ratu« (katolička doktrina o ratu za pravdu ili istinu). Za caricu Johann Ferdinand Hetzendorf von Hohenberg je izgradio seriju slikovitih ruina nazvanih »Rimske ruševine« ili »Ruševine Kartage« 1778. godine, ali i fontanu s obeliskom kao simbolom stabilnosti i opstojanja.
Nakon propasti Austro-Ugarskog Carstva 1918. godine, novoosnovana austrijska vlada je sačuvala Schönbrunn kao muzej. Nakon Drugog svjetskog rata služio je kao sjedište Savezničke komisije za Austriju i smještaj malog britanskog garnizona. Kasnije se koristila za susret predsjednika SAD-a i SSSR-a, Kennedyja i Hruščova, 1961. godine.
Palača je, zajedno s vrtom oko nje, 1996. godine uvrštena na UNESCO-v popis mjesta svjetske baštine u Europi. God. 2009. Schönbrunn je posjetilo više od 2 467 000 posjetitelja, a zajedno sa zoološkim vrtom i paviljonom palmi bilo ih je više od 5 mlijuna, što ga čini najvećom austrijskom atrakcijom.
- Oranžerija.
- Paviljon palmi.
- Glorijet iznad parka.
- Rimske ruševine.

## Vanjske poveznice
- Službene stranice (njem.)
- Interaktivna panorama Dvorca od 360° stupnjeva  Arhivirana inačica izvorne stranice od 24. srpnja 2011. (Wayback Machine)